# Julius von Oeynhausen
Julius Karl Adolf Friedrich Graf von Oeynhausen (* 11. März 1843 in Hameln; † 19. März 1886 in Berlin) war ein publizierender Heraldiker und Genealoge sowie Kämmerer.

## Leben
Er war Angehöriger der 1722 in den Reichsgrafenstand erhobenen Linie des westfälischen Adelsgeschlechts Oeynhausen. Seine Eltern waren der Major Ludwig Graf von Oeynhausen und Susanne Sophie Ernestine, geb. von Oldershausen. 1868 heiratete er als Leutnant im 2. Infanterie-Regiment Nr. 76. Susanna Kayser. Vom 8. Januar 1878 bis zu seinem Tode war er Vorsitzender des Herold. Er starb als „Kammerherr, seiner Majestät des Kaisers und Königs Zeremonienmeister und Mitglied des Heroldsamtes“.

## Werke
- Fürstlich Blut. Ein Beitrag zur Genealogie des Hauses der Welfen. Berlin 1873, (Nachdruck in: Beiträge zur Geschichte, Landes- und Volkskunde von Niedersachsen und Bremen, Band 25, Hannover-Döhren 1974).
- Geschichte des Geschlechts von Oeynhausen, 4 Bände, Paderborn 1870–1889 (Band 1; 3 u. 4: ULB Münster, Band 1 u. 2: Digitalisat)

### Mitwirkend
- Standes-Erhebungen und Gnaden-Acte deutscher Landesfürsten während der letzten drei Jahrhunderte. Nach amtlichen Quellen. 2 Bände, Görlitz 1881 (Digitalisat)

### Aufsätze
- Gräflich Hallermund'scher Grabstein in Fischbeck. In: Zeitschrift des Historischen Vereins für Niedersachsen. 31, Hannover 1866, S. 227
- Der Prinzenraub und die Familie Triller. In: Vierteljahrsschrift für Heraldik, Sphragistik und Genealogie. 2, Berlin [1872], S. 192–200
- Das Geschlecht der von Offen im Lippischen. In: Der Deutsche Herold. 3, Berlin 1872, S. 91
- Das Geschlecht von Lüneburg. In: Vierteljahrsschrift des Herold. 1, Berlin 1873, S. 218–229
- Die Familie von Werpup. In: Der Deutsche Herold. 6, Berlin 1875, S. 76f.
- Die von Falkenberg zu Herstelle und Blankenau. In: Vierteljahresschrift für Wappen-, Siegel- und Familienkunde. Berlin 1876
- Die von Maydell im Hannoverschen. In: Der Deutsche Herold. VIII. Jg., Berlin 1877, S. 143–144
- Verzeichnis der Pröpste, Dechanten, Chorherren, Canoniker und Prälaten des S. Petersstifts zu Fritzlar. In: Vierteljahrsschrift für Heraldik, Sphragistik und Genealogie, Berlin 1880, S. 257 (Digitalisat bei Google Books)
- Die Herren von Landsberg. In: Zeitschrift des historischen Vereins für Niedersachsen. Hannover 1881, S. 151 f.
- Die Familie von Kotzebue. In: Vierteljahresschrift für Heraldik, Sphragistik und Genealogie. 13. Jahrgang, Berlin 1885, S. 38–70. (PDF)

### Nachlass
- Stammtafeln zur Geschichte niedersächsischer Adelsgeschlechter. In: Hannover, Gottfried Wilhelm Leibniz Bibliothek

## Weblink
- Julius von Oeynhausen. In: Deutsche Biographie (Index-Eintrag).